# Храм Шаолинь (фильм, 1976)
«Храм Шаолинь» (кит. трад. 少林寺, палл. Шао Линь сы, англ. Shaolin Temple) — фильм с боевыми искусствами режиссёров Чжан Чэ и У Ма, вышедший в 1976 году. Приквел «Пяти мастеров Шаолиня» (1974).

## Сюжет
Настоятель храма Шаолиня понимает, что время не на их стороне и они должны тренировать больше бойцов для борьбы с династией Цин. Монах Хуэй Сянь выступает против этого, поскольку он тайно работает на суд Цин. В это время перед монастырём собралось много мужчин, желающих тренироваться в храме. Чтобы проверить волю новобранцев и отобрать лучших, монахи не пускают людей в храм несколько дней. В конце концов остались только двое, их принимают на обучение. Фан Шиюй сразу разочаровывается из-за того, что шаолиньская методика для него кажется туманной. Ма Чаосин начинает изучать пять стилей животных.
Тем временем сбежавшие солдаты Мин Цай Дэчжун, Ху Дэди, Янь Юнчунь и Ма Фуи находятся вблизи Шаолиня в поисках места, где можно скрыться от солдат Цин. Ху Дэди предполагает, что они у Шаолиня, и их мгновенно принимают в монастырь. Это расстраивает трёх молодых юношей: Линь Гуанъяо, Хуан Сунханя и Ху Хуэйганя, которые также надеются попасть в Шаолинь. В итоге троицу также принимают. Цай Дэчжун изучает стиль Вин Чунь и технику железного кнута от странной монашки. Всё это вынуждает Хуэй Сяня тайно обратиться в суд и сообщить генералу Гу Бэйцзы, что Шаолинь готовит новых бойцов.
Хуэй Сянь возвращается в Шаолинь, чтобы найти союзников для захвата храма. Все принятые ученики, кроме Фан Шиюя, становятся близкими друзьями и опытными бойцами. Фан Шиюй продолжает устраивать драки с Ма Фуи, которому всё время проигрывает. Таинственный человек начинает обучать Фан Шиюя технике тигра и журавля, и тот, наконец, побеждает Ма Фуи. Видя неудачу Ма Фуи, Хуэй Сянь берёт его под своё крыло, планируя сделать из него предателя. Дела начинают идти не по плану, когда раскрывается правда о предательстве Хуэй Сяня и Ма Фуи. Храм, в конечном счёте, подвергается нападению тысяч солдат династии Цин, происходит тотальная битва, и только восьмерым удаётся сбежать.

## В ролях
- Александр Фу — Фан Шиюй[кит.]
- Ци Гуаньцзюнь — Ху Хуэйгань
- Фрэнки Вэй[кит.] — Хун Сигуань[кит.]
- Дэвид Цзян — Ху Дэди
- Ти Лун — Цай Дэчжун
- Джонни Ван[англ.] — Ма Фуи
- Юэ Хуа[кит.] — Ли Шикай
- Вон Чун[кит.] — Фан Дахун
- Лю Юн — Ма Чаосин
- Брюс Тхон — Чжу Дао
- Филип Куок[кит.] — Линь Гуанъяо
- Ли Иминь — Хуан Сунхань
- Ши Сы[кит.] — Янь Юнчунь
- Гу Вэньцзун[кит.] — Фан Вэнь, настоятель Шаолиня
- Шань Мао[яп.] — Хуэй Сянь, мастер Шаолиня
- Ку Фэн — Мань Гуй

## Съёмочная группа
- Компания: Chang's Film Co.
- Продюсер: Шао Жэньмэй
- Режиссёр: Чжан Чэ, У Ма[кит.]
- Сценарист: Ни Куан[кит.], Чжан Чэ
- Ассистент режиссёра: Е Дэшэнь, Кит Лэй
- Постановка боевых сцен: Се Син, Чиу Вай, Чжэнь Жилян, Чэнь Синьи
- Редактор: Цзян Синлун
- Грим: У Сюйцин, Чжао Юйчжэнь
- Оператор: Гун Мудо
- Композитор: Фрэнки Чань[кит.]

## Отзывы
HKCinema.ru: 
Сказать, что фильм удался — значит, опустить его на уровень других картин Чанга Че о Шаолине, но ему там не место. Это своего рода подведение итогов, обставленное с максимальной помпой – с привлечением чуть ли не всех звёзд Shaw Bros того времени и эпическим сюжетом, объединяющим героев, хорошо знакомых каждому знатоку китайской истории (или китайского боевого кино).
 The Encyclopedia of Martial Arts Movies: 
Боевые искусства, хореография, актёрское мастерство, декорации и натурные съёмки замечательны! Что ещё мы можем сказать о 121 минуте красивых сцен тренировок и поединков с использованием шаолиньских стилей, шестов, игл и оружия? Это классика, и её не следует упускать!